# Grande Galerie

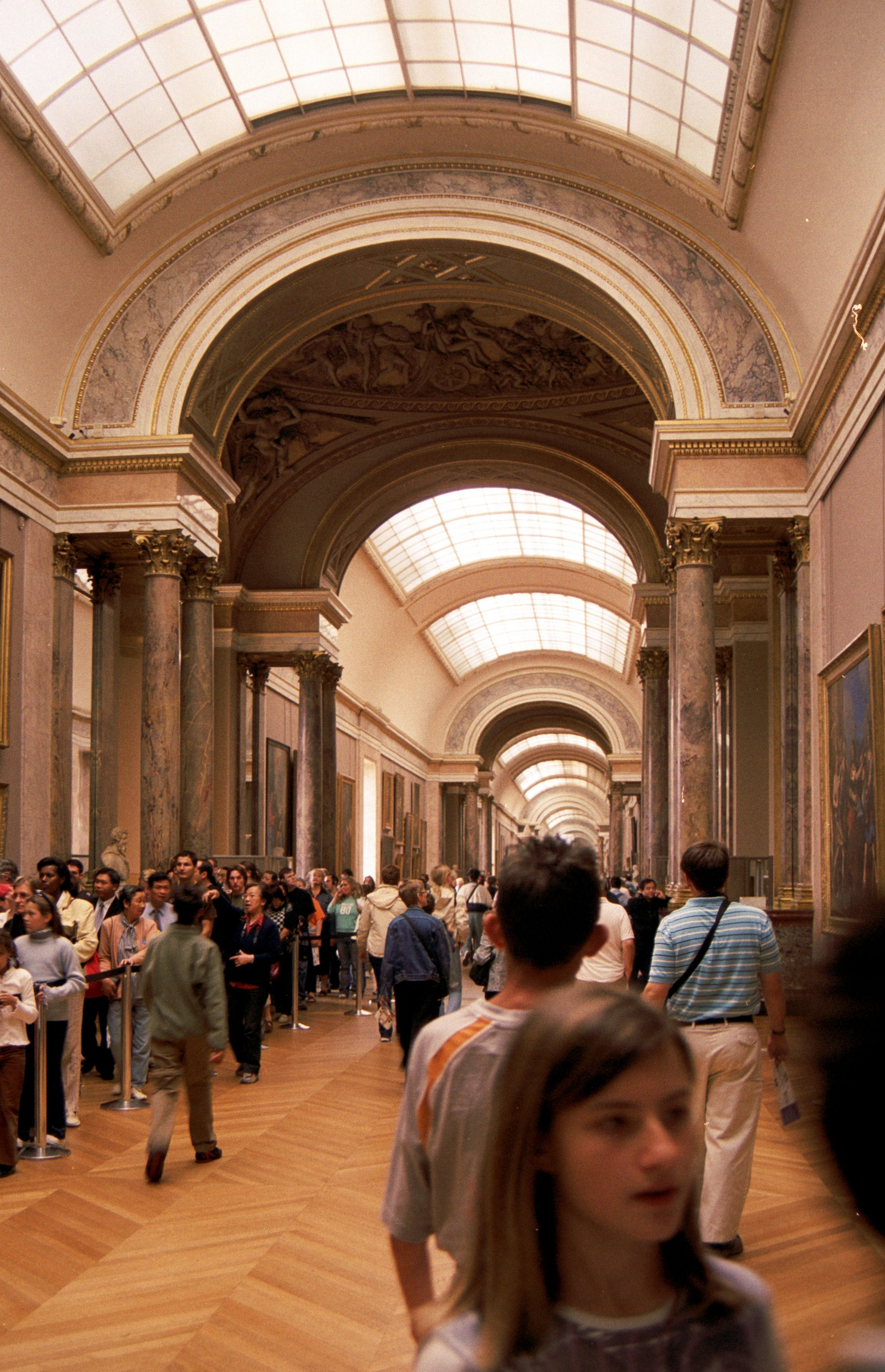
Visitatori nella Grande Galerie

La Grande Galerie (in italiano "Grande Galleria"), nota in passato anche col nome di galerie du bord de l'eau ("Galleria a bordo d'acqua"), è l'ambiente più grande del Palazzo del Louvre a Parigi. Inizialmente costruita nel 1600 circa su iniziativa di Enrico IV di Francia come passaggio sopraelevato per collegare il vecchio Palazzo del Louvre con il Palazzo delle Tuileries, venne utilizzata per diversi propositi sino alla creazione del Museo del Louvre nel 1793, quando divenne luogo di esibizione di opere d'arte e tale è sino ai nostri giorni. Originariamente lunga 460 metri, venne ridotta agli attuali 288 metri dopo il rimodellamento dell'ala ovest negli anni '60 dell'Ottocento.

## Storia

### Prima del museo
Enrico IV diresse personalmente la costruzione della galleria tra il 1595 e la sua morte avvenuta nel 1610. Probabilmente il progetto di questo enorme spazio e la sua funzione si ispirarono al Corridoio Vasariano di Firenze, disegnato e costruito nel 1565 da Giorgio Vasari per il granduca Cosimo I de' Medici, il quale collegava gli Uffizi con Palazzo Pitti, sede della corte di Toscana. La galleria è larga 13 metri ed originariamente aveva 460 metri di lunghezza. Il suo progetto è tradizionalmente attribuito a Louis Métezeau per la parte orientale sino alle musa di Carlo V, ed a Jacques II Androuet du Cerceau per la sezione più a ovest decorata in con lesene corinzie di ordine gigante. I piani terra e primo vennero decorati con affreschi a partire dal 1608.
Sul lato sud, Lemercier commissionò a Nicolas Poussin nel 1641 la decorazione del soffitto della Grande Galerie, ma Poussin fece ritorno a Roma nel 1642 lasciando l'opera incompiuta. Nel 1661, un incendio distrusse la Petite Galerie che collegava la Grande Galerie con la Cour Carrée, ed il Grand Salon al termine orientale della Grande Galerie. Louis Le Vau ricostruì la Petite Galerie con la moderna Galerie d'Apollon ed il Grand Salon con il Salon Carré.
Dal 1697 in poi, nella Grande Galerie venne accolta la collezione dello stato francese di modellini di fortezze e città che qui rimasero sino al 1754 con circa 120 oggetti su altrettanti espositori in legno. Questa più che un'esibizione artistica era un'esposizione realizzata per ragioni militari, per studiare e preparare strategie d'assedio o di difesa. I plans-reliefs vennero rimossi nel 1777 e spostati all'Hôtel des Invalides, venendo riposti al Musée des Plans-Reliefs.

## Il museo del Louvre
Durante il regno di Luigi XVI, il conte d'Angiviller promosse l'uso della Grande Galerie come museo pubblico, incaricando Hubert Robert di predisporla allo scopo, facendovi trasferire alcuni dipinti da Versailles nel 1785. La galleria ad ogni modo venne aperta al pubblico solo dopo l'inizio della Rivoluzione Francese quando il Muséum central des arts aprì i battenti l'8 ottobre 1793. Divenne il centro dello spazio espositivo del Louvre, ben presto esteso alla Galerie d'Apollon (1797), al piano terreno degli appartamenti estivi di Anna d'Austria (1800) ed infine espanso nelle ali attorno alla Cour Carrée.
Hubert Robert, dopo essere stato nominato primo "guardiano delle pitture" del museo, progetto il miglioramento dell'illuminazione della galleria, chiudendone le finestre e aprendo dei lucernarsi sul soffitto della volta. Queste innovazioni ebbero luogo tra il 1805 ed il 1810 ad opera degli architetti Percier e Fontaine, i quali comunque alterarono la forma del progetto con lucernari laterali a intervalli regolari. Percier e Fontaine crearono inoltre nove suddivisioni nella stanza, separate da gruppi di colonne.
Il 2 aprile 1810, Napoleone e Maria Luisa d'Austria guidarono una lunga processione dalle Tuileries attraverso la Grande Galerie in occasione del loro matrimonio, che venne celebrato nel Salon Carré, temporaneamente convertito in cappella.

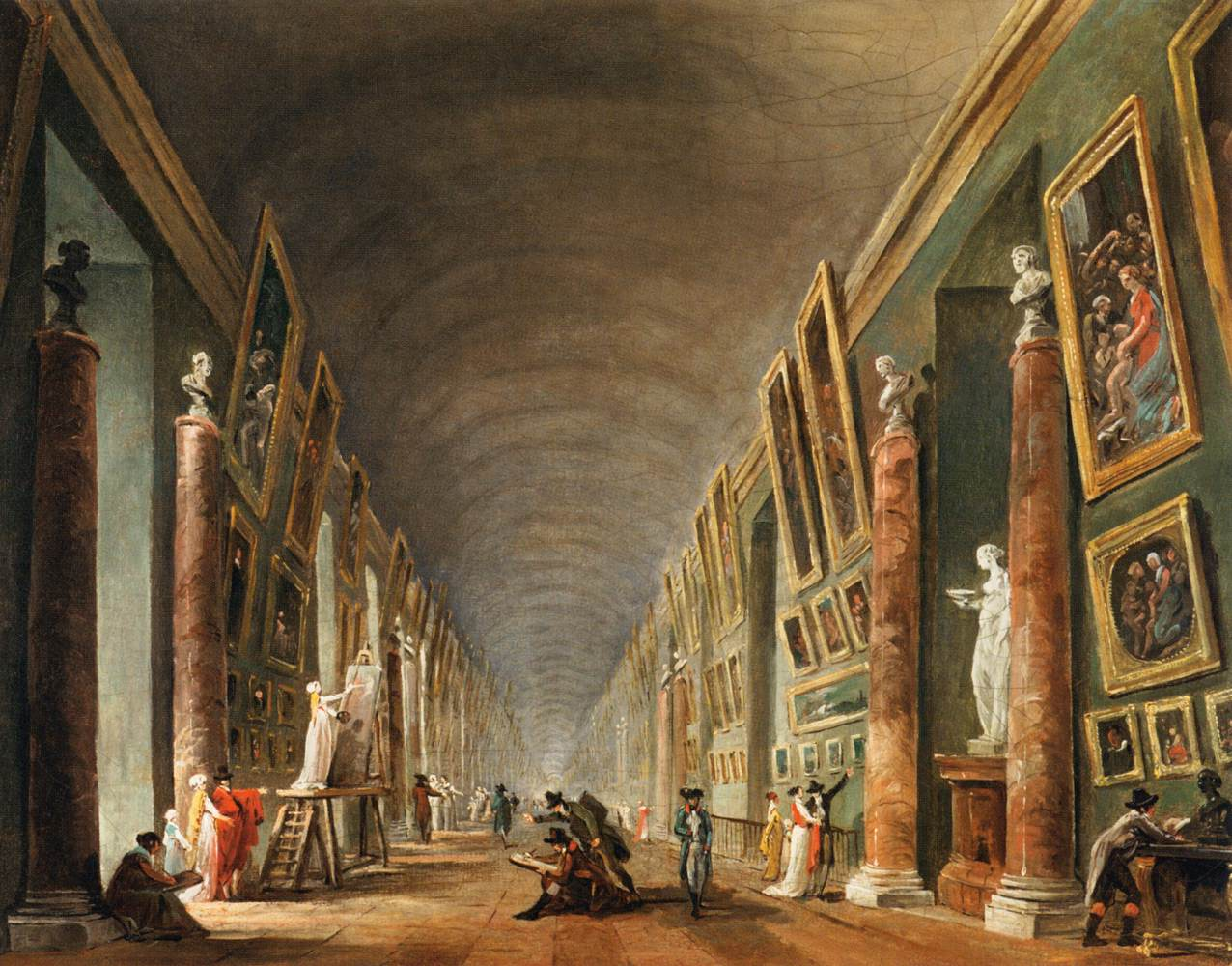
La Grande Galerie durante i primi anni del Louvre, di Hubert Robert
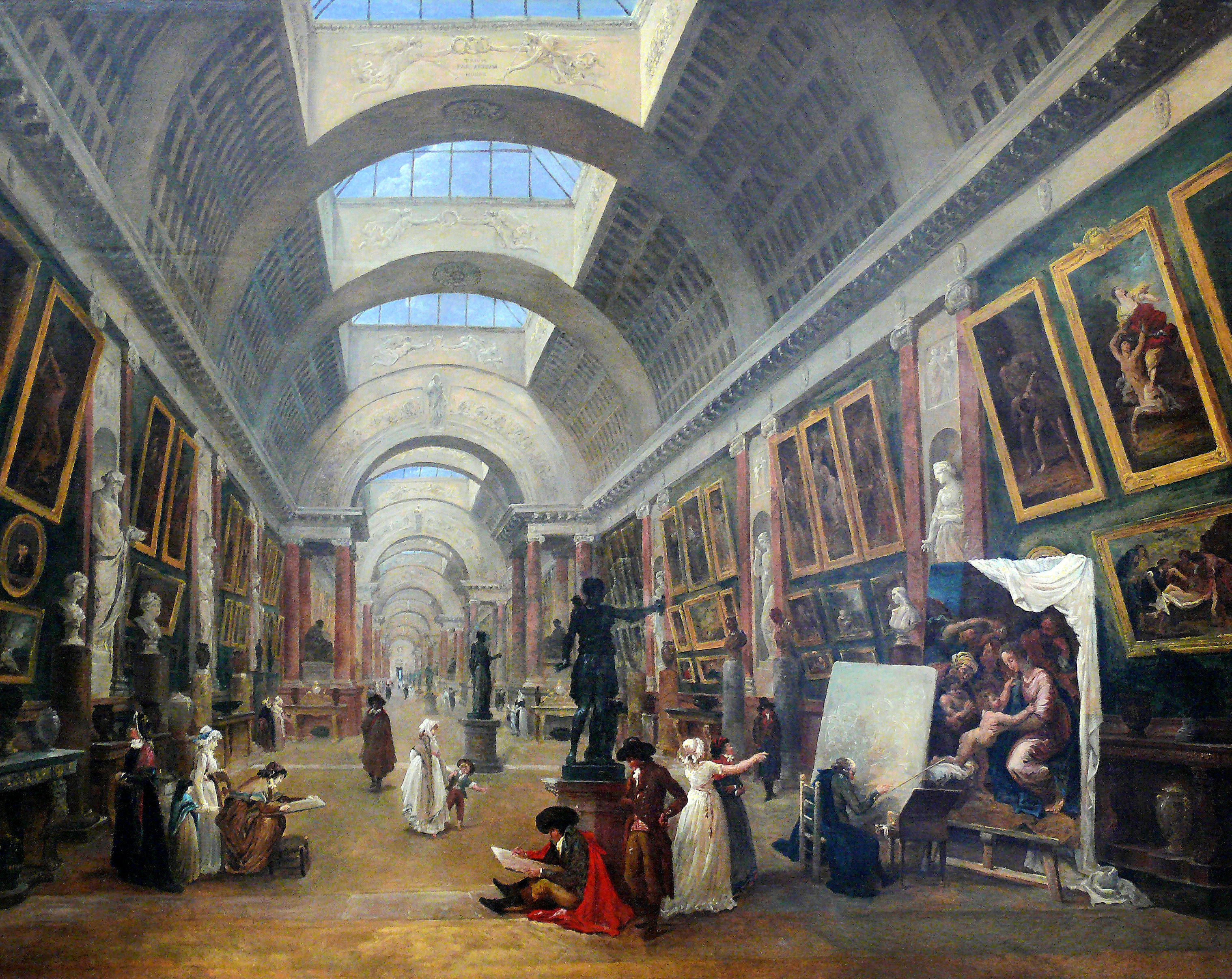
Il progetto di Hubert Robert del 1796 per i lucernari della galleria
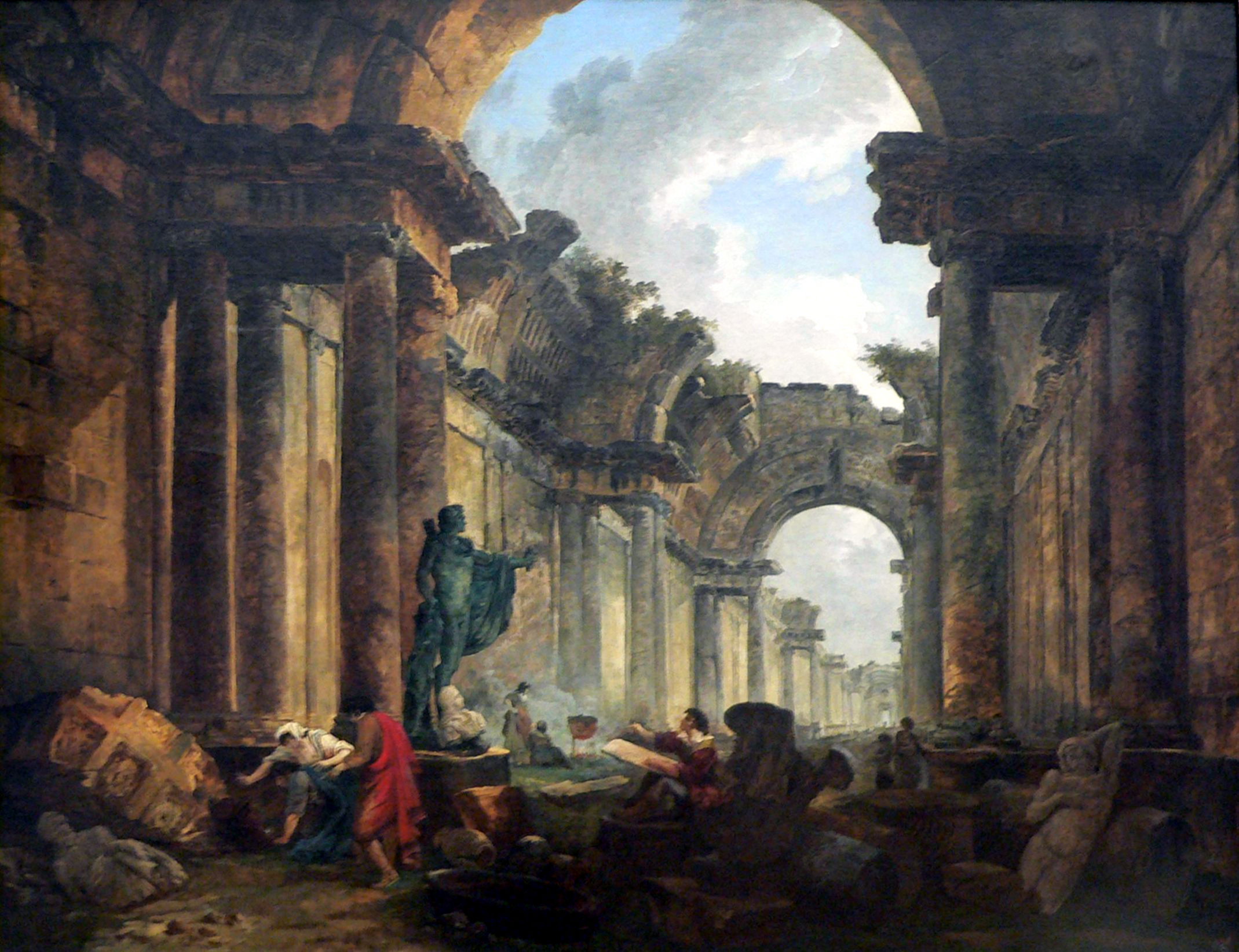
La Grande Galerie in rovina, immaginata da Hubert Robert (1796)
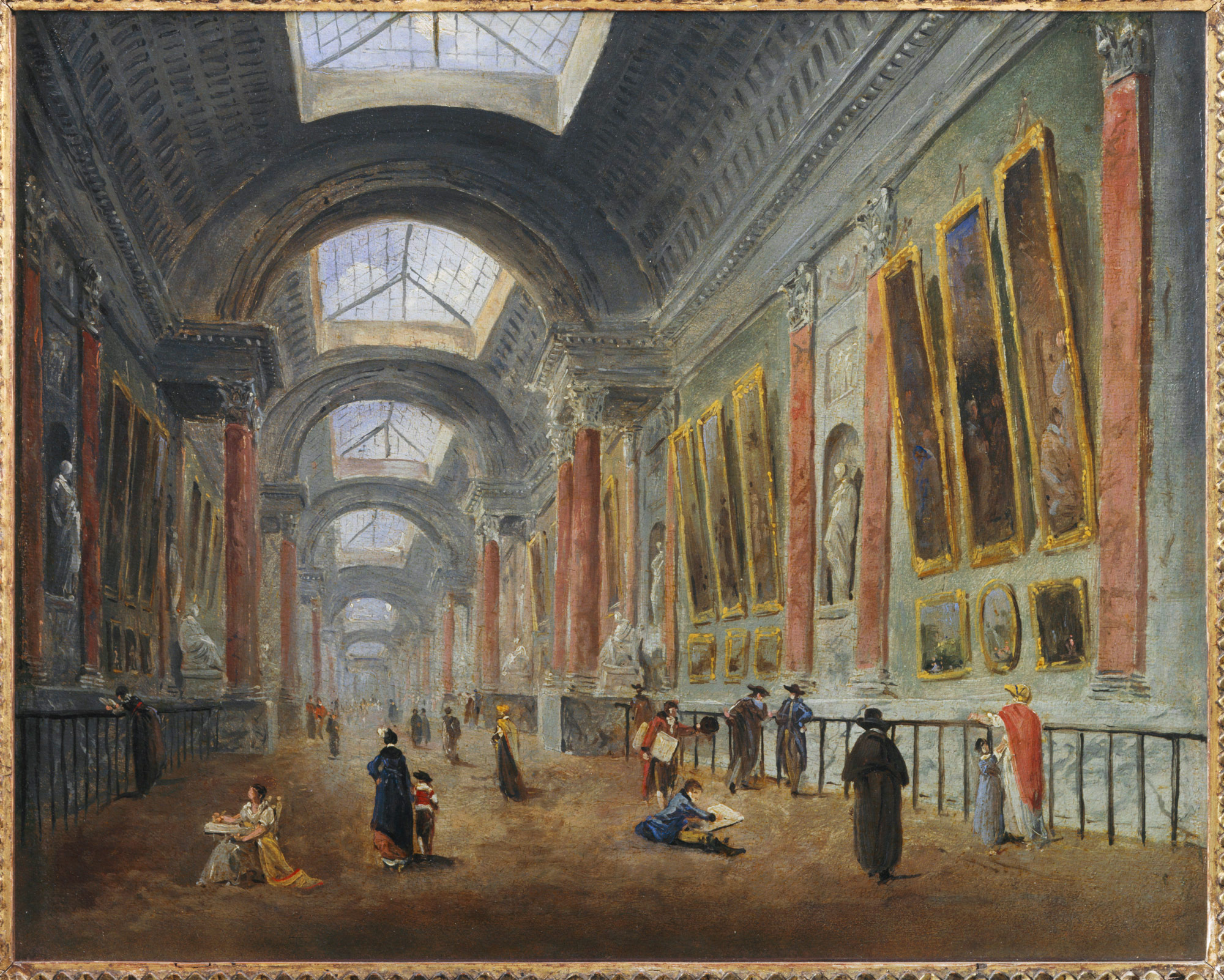
Altro schizzo per i lucernari della galleria secondo la visione di Hubert Robert
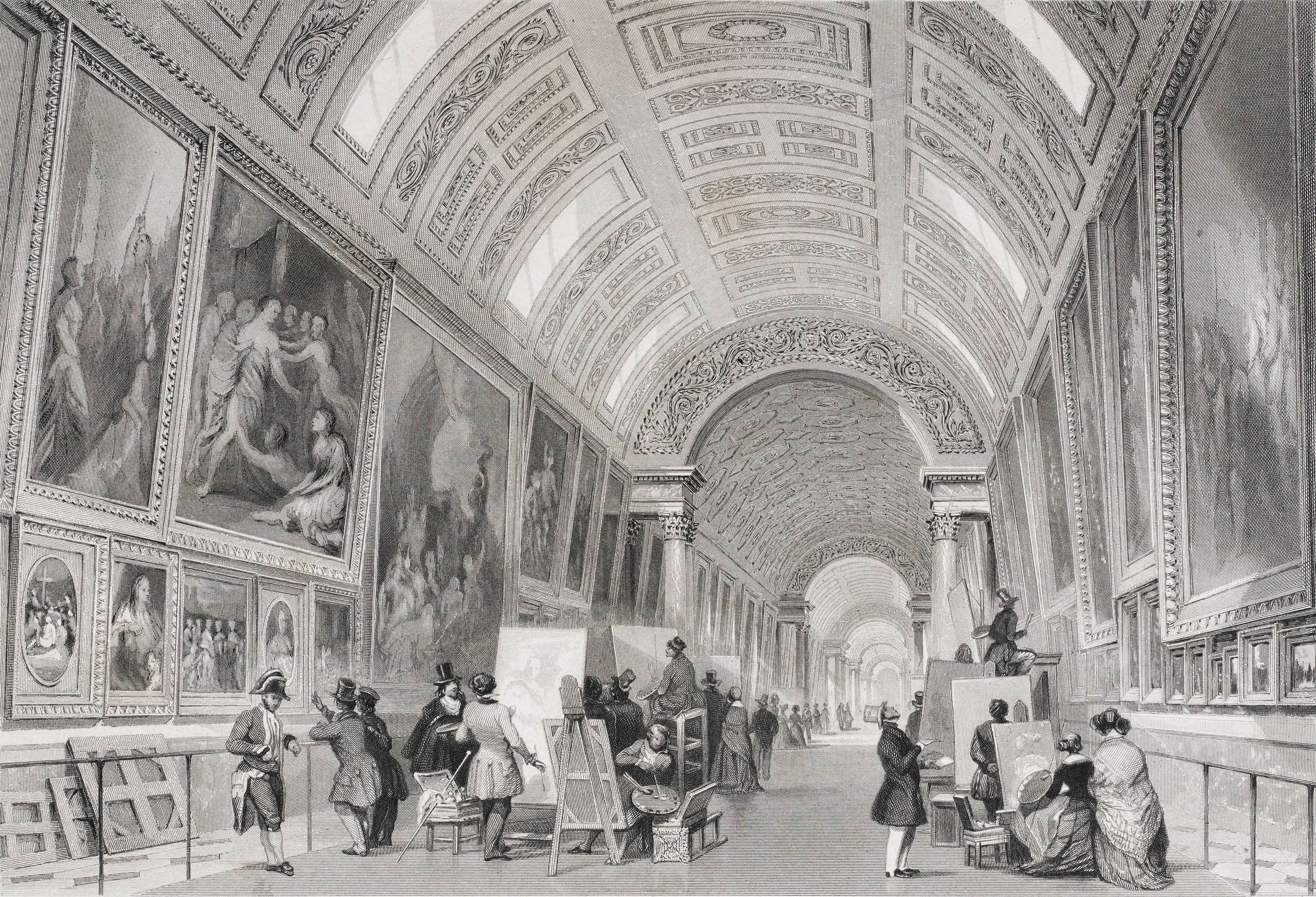
La Grande Galerie negli anni '40 dell'Ottocento, di Thomas Allom

Negli anni '60 dell'Ottocento, l'architetto del Louvre Hector Lefuel rimodellò l'ala sudovest del palazzo del Louvre e creò una nuova sistemazione per le cerimonie di stato, la Salle des Sessions, nei pressi del Palazzo delle Tuileries dove Napoleone III prese la sua residenza parigina. Lefuel accorciò la Grande Galerie, riducendola di un terzo rispetto alla sua lunghezza originaria per fare spazio al Pavillon des Sessions dove trovarono posto nuove stanze di prestigio. Lefuel creò inoltre l'attuale sistema di lucernari al centro della galleria.
I design d'interni vennero nuovamente rivisti a metà Novecento dall'architetto del Louvre, Jean-Jacques Haffner. Sul finire degli anni '60, il disegnatore Pierre Paulin creò nuove sedie per la Grande Galerie. La stanza venne restaurata negli anni '90 come parte del progetto del Grand Louvre, aggiungendovi ad esempio un impianto di aria condizionata. Nella sistemazione attuale del museo, la Grand Galerie ospita quadri dell'arte italiana.

## Influenza
La Grande Galerie ha ispirato il disegno della Galerie des Batailles della Reggia di Versailles, creata sotto Luigi Filippo di Francia per il suo Musée de l'Histoire de France. Pierre Fontaine consigliò l'architetto di Luigi Filippo, Frédéric Nepveu di progettare l'illuminazione proveniente dall'alto.